# Liste der Kulturdenkmale in Rabenholz
In der Liste der Kulturdenkmale in Rabenholz sind alle Kulturdenkmale der schleswig-holsteinischen Gemeinde Rabenholz (Kreis Schleswig-Flensburg) und ihrer Ortsteile aufgelistet (Stand: 16. Juni 2025).

## Legende
In den Spalten befinden sich folgende Informationen:
- Objekt-ID: die Nummer des Kulturdenkmales
- Lage: die Adresse des Kulturdenkmales und die geographischen Koordinaten. Kartenansicht, um Koordinaten zu setzen. In der Kartenansicht sind Kulturdenkmale ohne Koordinaten mit einem roten Marker dargestellt und können in der Karte gesetzt werden. Kulturdenkmale ohne Bild sind mit einem blauen Marker gekennzeichnet, Kulturdenkmale mit Bild mit einem grünen Marker.
- Offizielle Bezeichnung: Bezeichnung des Kulturdenkmales
- Beschreibung: die Beschreibung des Kulturdenkmales
- Bild: ein Bild des Kulturdenkmales

## Bauliche Anlagen
| Objekt-ID     | Lage                                        | Offizielle Bezeichnung | Beschreibung | Bild                             |
| ------------- | ------------------------------------------- | ---------------------- | --- | -------------------------------- |
| 28534         | Dorfstraße 20 (54° 43′ 9″ N, 9° 54′ 18″ O)  | Querdielenhaus         | Querdielenhaus; 1. Hälfte 19. Jh.; eingeschossiger giebelständiger Ziegelbau auf Granitquadersockel mit reetgedecktem Halbwalmdach, quererschlossen mit straßenseitigem Wohnteil, der rückwärtige Wirtschaftsteil in Fachwerk - Schutzumfang: gesamtes Äußeres - Begründung: Geschichtlich, Kulturlandschaftlich, Städtebaulich | BW                               |
| 8829 Wikidata | Gut Priesholz (54° 42′ 11″ N, 9° 54′ 24″ O) | Herrenhaus             | Alteintragung (Aktualisierung vorgesehen) - Begründung: geschichtlich, künstlerisch - Schutzumfang: Alteintragung (Aktualisierung vorgesehen) - Denkmaltyp: Bauliche Anlage | weitere Fotos \| Fotos hochladen |

## Quelle
- Liste der Kulturdenkmale in Schleswig-Holstein – Kreis Schleswig-Flensburg

- Karte mit allen Koordinaten:
- OSM |
- WikiMap